# Брусс, Поль Луи Мари
 Брусс Поль Луи Мари (фр. Paul Louis Marie Brousse; 1844—1912) — французский социалист, один из идеологов социал-реформизма, врач по образованию.

## Биография
Участник Парижской Коммуны 1871 года. После падения Коммуны эмигрировал в Испанию, затем в Швейцарию; в эмиграции познакомился с М. А. Бакуниным (а затем и с П. А. Кропоткиным) и примкнул к анархистам, действовал в Юрской федерации.
Вернувшись в начале 1880-х годов во Францию, вступил в рабочую партию, где повёл яростную борьбу против марксистского направления, став наравне с Бенуа Малоном одним из идеологов и руководителей поссибилистов, отвергавших теорию социалистической революции Маркса: они выступали за то, чтобы встать на путь «осуществления идеалов по кускам». Внутри поссибилистской партии вскоре выделились две фракции: Брусс возглавлял более реформистскую, а Жан Аллеман — более радикальную.
Брусс был членом муниципального совета Парижа. В 1886 году на международном конгрессе в Лондоне проголосовал за исключение «антиавторитарных социалистов», то есть анархистов. С 1890-х годов не играл никакой роли во французском рабочем движении.

## Автор термина «колониализм»
Автор термина «колониализм», который ввёл в небольшой книжке, появившейся в 1905 г. С тех пор в отличие от терминов «колонизм» и «колониальный» слово «колониализм» стало устойчиво употребляться в негативном смысле.
Колониализм имеет очень четкую, негативную эмоционально-политическую окраску и весьма неопределенное научное содержание. Колониализмом обозначают как экспансию группы развитых капиталистических государств, осуществивших некогда территориальный раздел всего остального мира, так и всю систему экономических, политических, идеологических отношений между метрополиями и колониями. Неоколониализм — и то и другое в условиях распада колониальных империй. В действительности оба понятия привлекают для характеристики разнородных явлений, а в некоторых случаях — не самих явлений, а их основательно мистифицированных образов.

## Вклад в теорию анархизма
5 августа 1877 года в «Бюллетене Юрской федерации» появилась статья Брусса и Андреа Коста «Пропаганда действием». В статье разъяснялся смысл этого термина, о котором «в последнее время часто говорят в Юрской федерации». По мнению авторов статьи, привычные методы социалистической пропаганды — индивидуальные беседы, митинги и лекции, печатная агитация — носят теоретический характер и явно недостаточны. Пропаганда действием нацелена на то, чтобы пробудить более широкие слои трудового населения, включая тех, кто не ходит на митинги и не читает прессу и брошюры. При этом она не является способом совершения революции, путчизмом, когда небольшая группа заговорщиков действует вместо народа и для него.